# ثريا

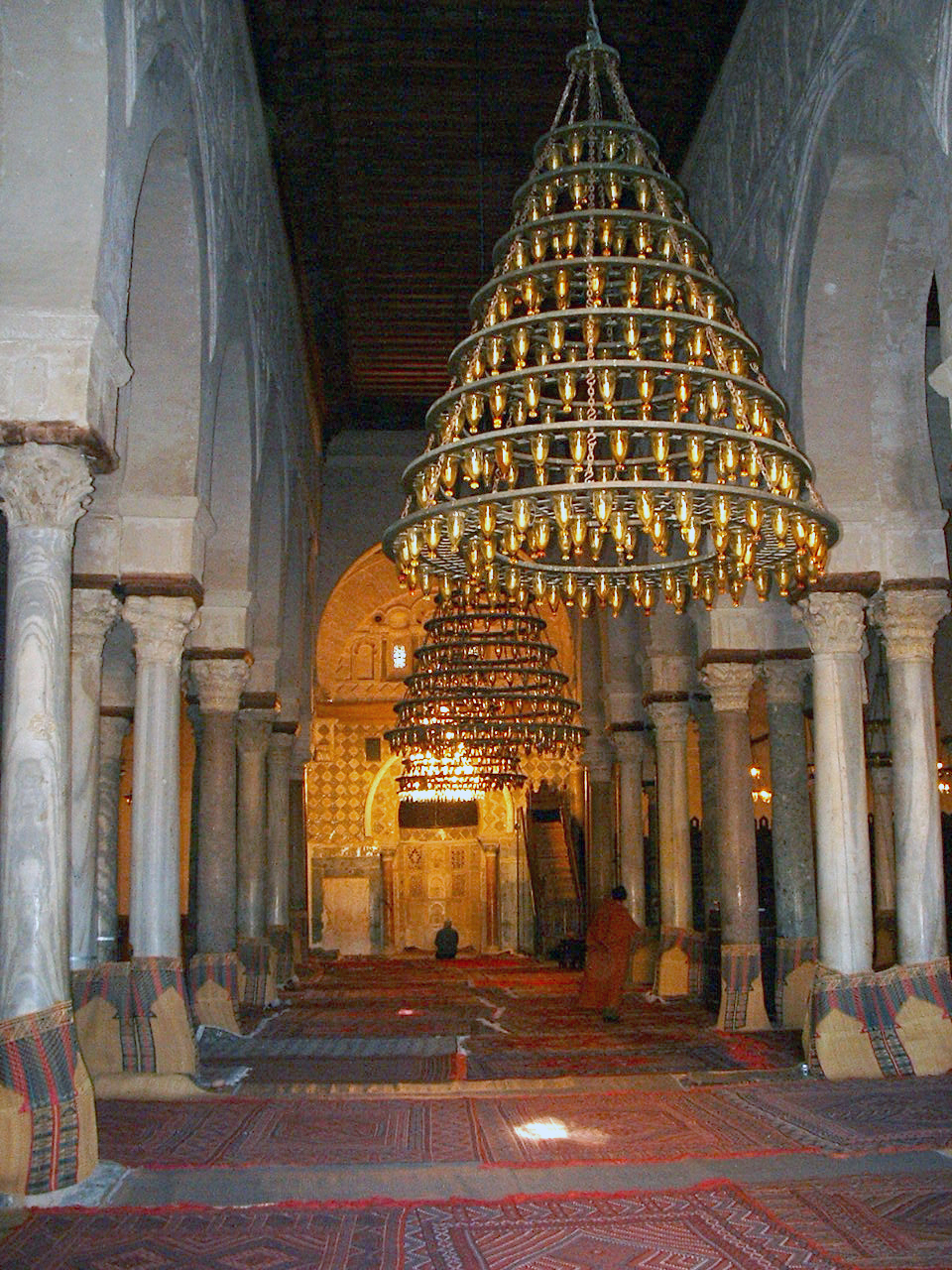
ثرية في جامع عقبة بن نافع بالقيروان

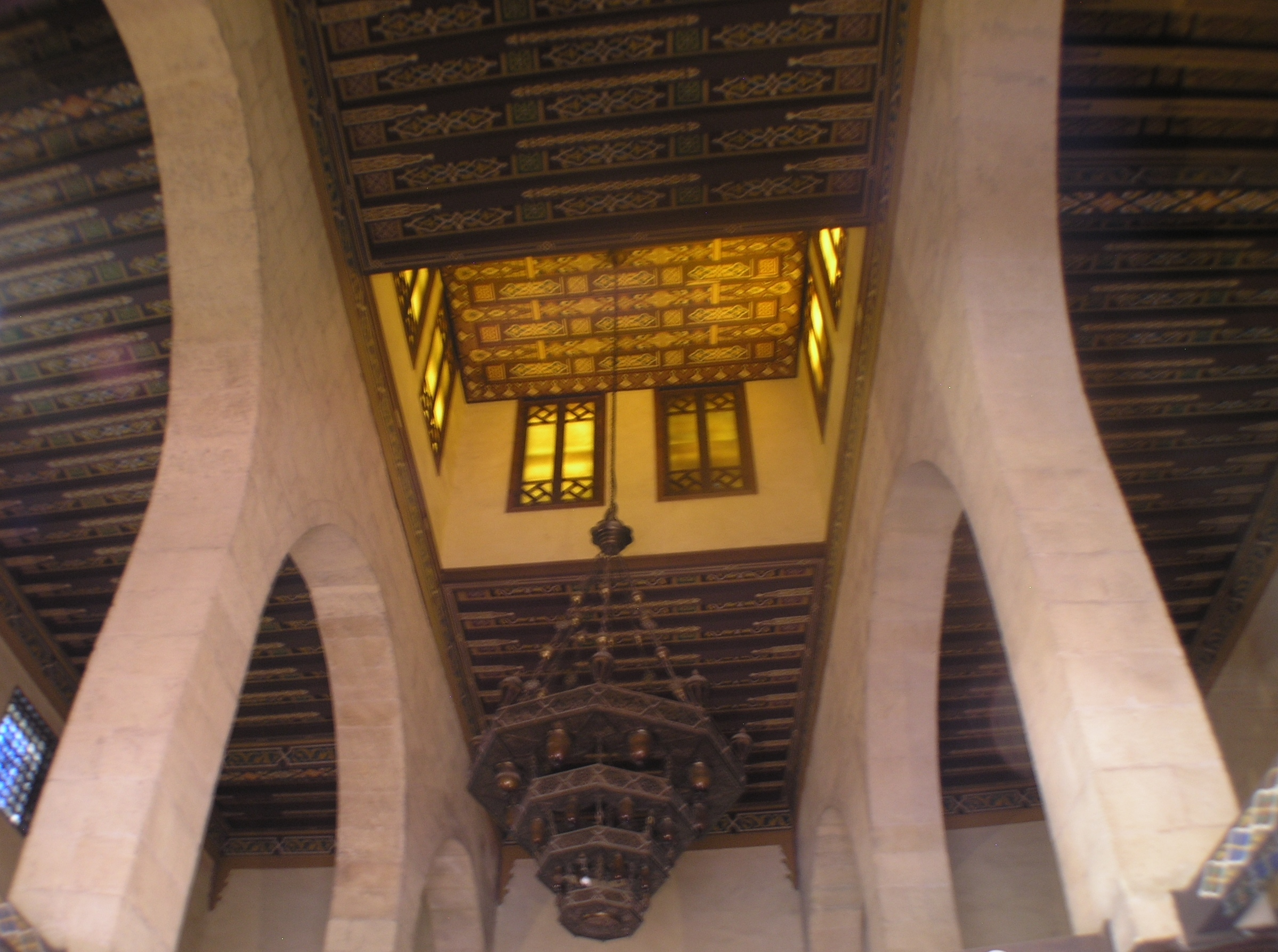
نجفة من الخشب المزخرف تعلو أحد أروقة الأزهر.

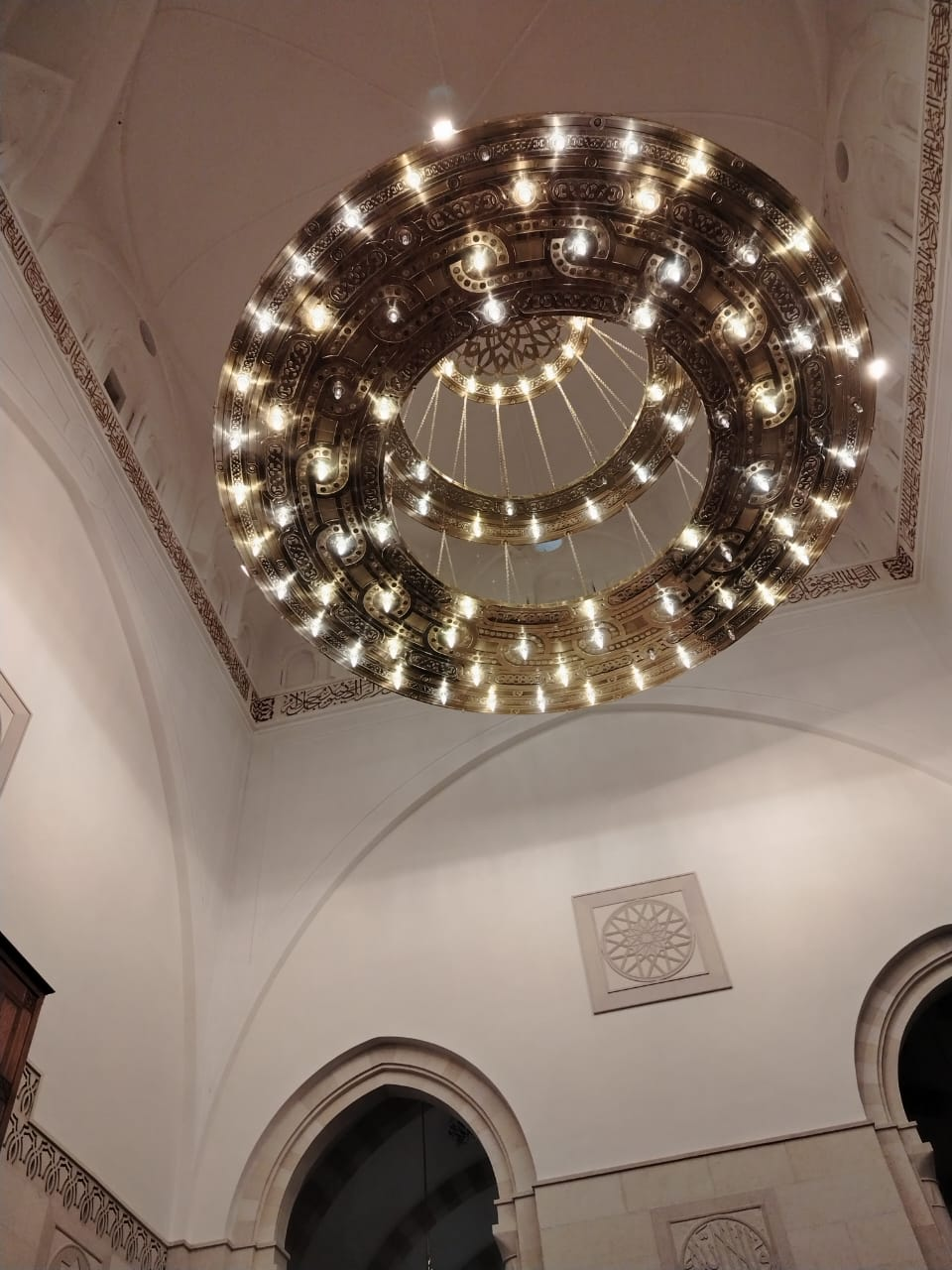
سريا مسجد الملك الحسين

الثريا وفي مصر تسمى النجفة مجموعة من الزخارف غالبا تكون من الزجاج والمرايا، إلا أنها قد تكون من الخشب المزخرف، معلقة في السقف لإعطاء منظر وإضاءة جميلة المنظر، وهي من علامات الثراء والرفاهية.

## انظر أيضًا

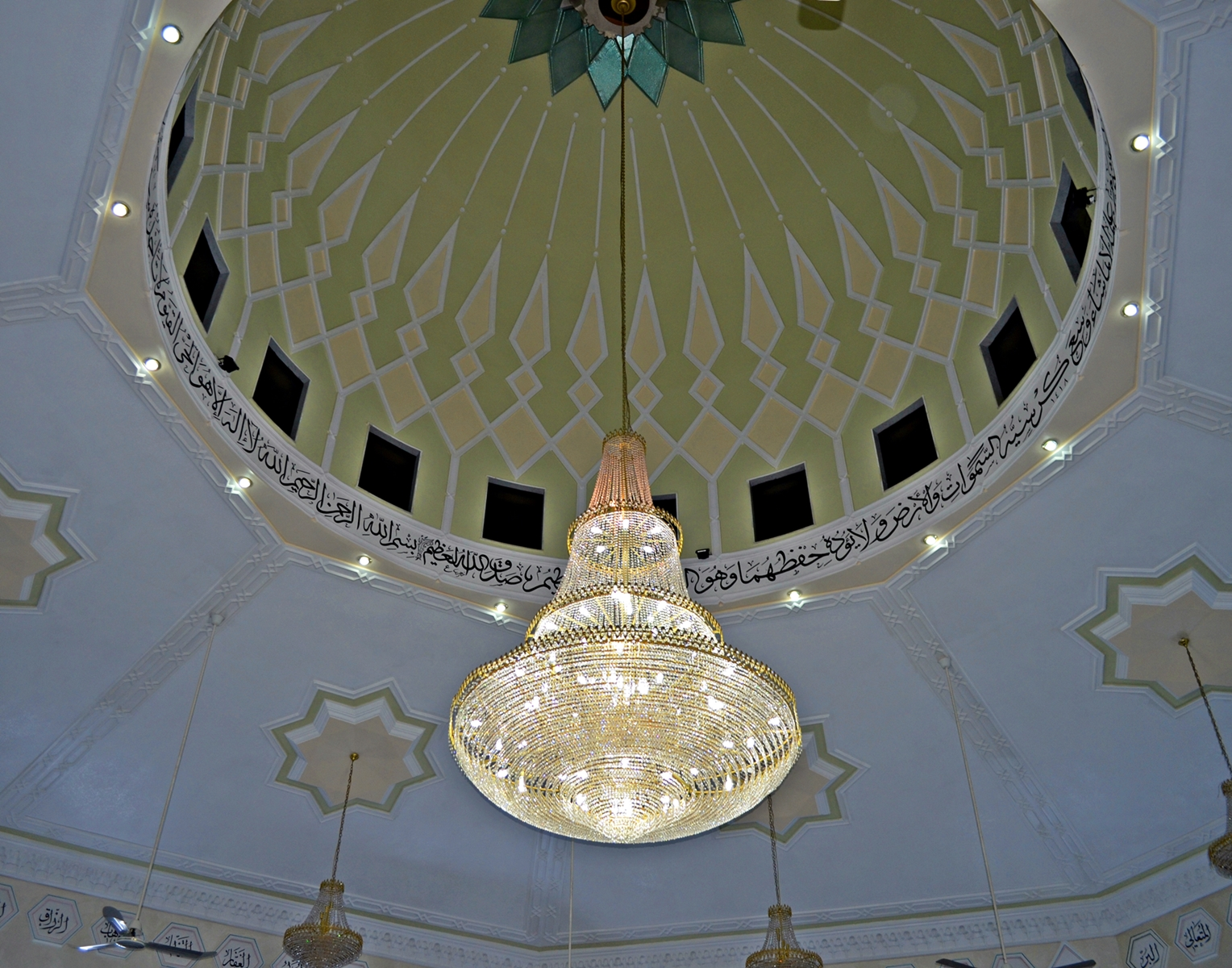
نجفة بأحد مساجد عمّان.

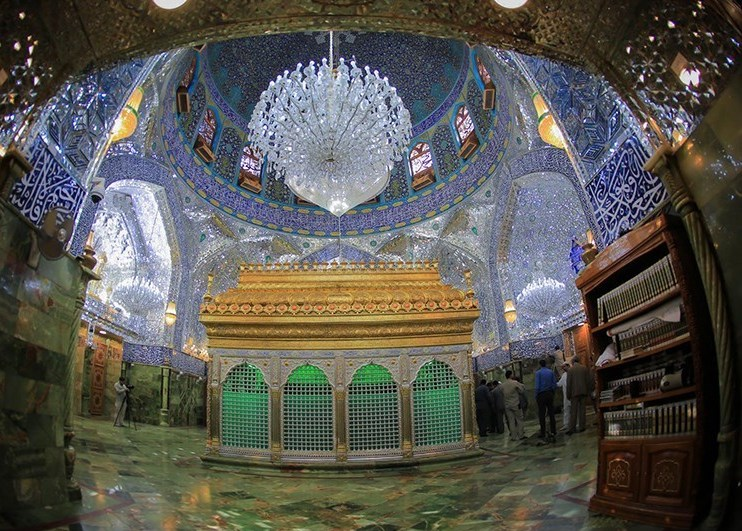
ثريا فوق ضريح الإمام علي بالنجف الأشرف